# Madacontia transducta
Madacontia transducta is een vlinder van de familie van de uilen (Noctuidae). De wetenschappelijke naam van deze soort is voor het eerst voorgesteld als Bocula transducta door Pierre Viette in een publicatie uit 1958.
De soort komt voor op Madagaskar.